# Julieta Serrano

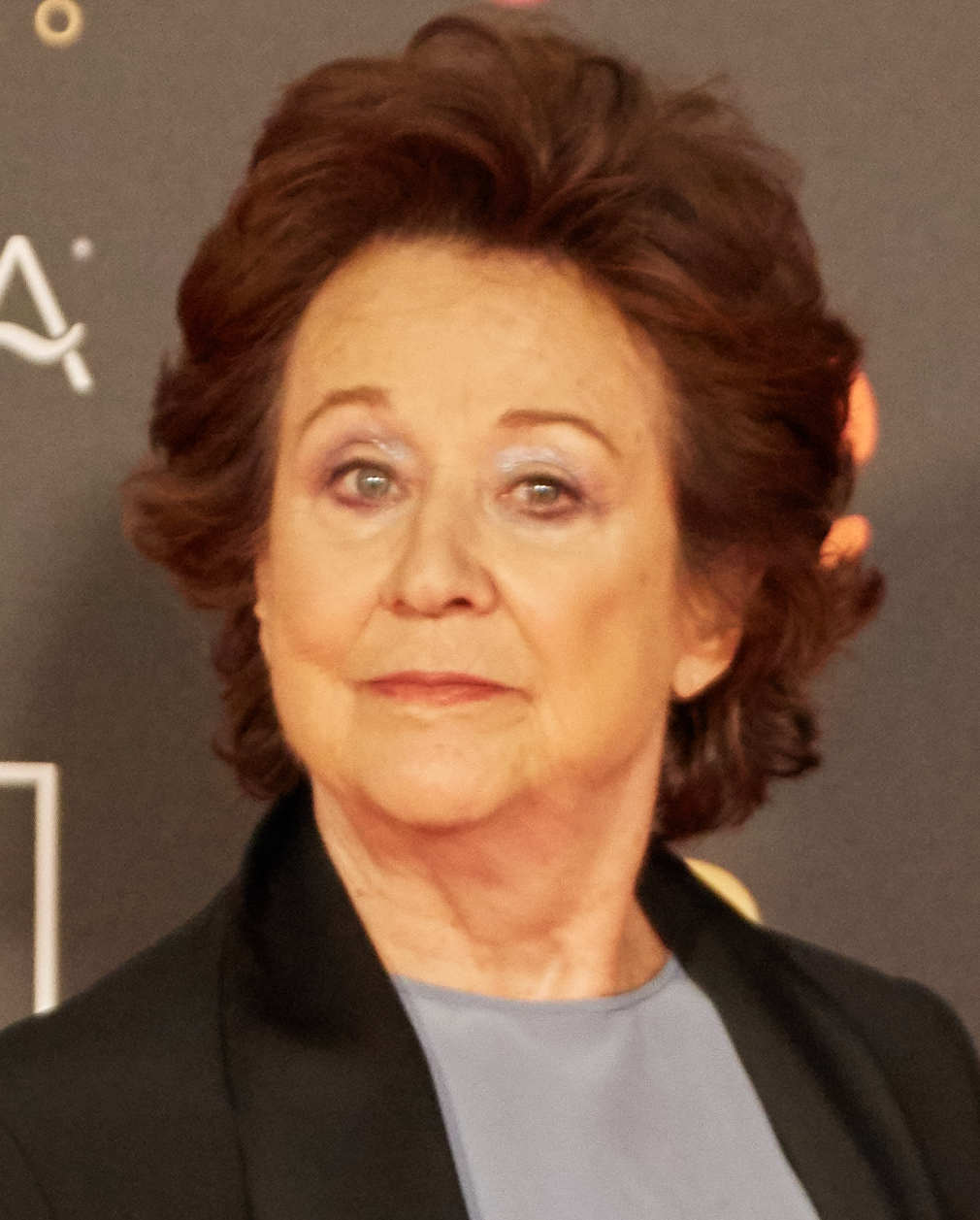
Julieta Serrano (2019)

Julieta Serrano Romero (* 21. Januar 1933 in Barcelona) ist eine spanische Schauspielerin katalanischer Herkunft. Sie kommt aus einer Schauspielerfamilie.
Julieta Serrano hat unter anderem mit Pedro Almodóvar und Ventura Pons zusammengearbeitet.

## Filmografie
- 1965: Secuestro en la ciudad
- 1966: El juego de la oca
- 1967: 40 grados a la sombra
- 1967: Crónica de nueve meses
- 1970: Laia
- 1971: El hombre oculto
- 1971: Tirarse al monte
- 1972: Abismo
- 1972: Marianela
- 1972: Mein geliebtes Fräulein (Mi querida señorita)
- 1972: Zumo
- 1974: Die Liebe des Schülers Juan (El amor del capitán Brando)
- 1974: Grandeur nature
- 1974: La prima Angélica
- 1977: In memoriam
- 1978: Carne apaleada
- 1978: Soldados
- 1978: Vámonos, Bárbara
- 1979: La familia, bien, gracias
- 1980: Cuentos eróticos
- 1980: Pepi, Luci, Bom und der Rest der Bande (Pepi, Luci, Bom y otras chicas del montón)
- 1980: Yo qué sé
- 1981: Cuentos para una escapada
- 1981: La mujer del ministro
- 1983: Das Kloster zum heiligen Wahnsinn (Entre tinieblas)
- 1983: Un genio en apuros
- 1984: Cuerpo a cuerpo
- 1985: Star Knight – Der Herr der Sterne (El caballero del dragón)
- 1986: Matador
- 1986: Iniciativa privada
- 1986: Tata mía
- 1987: El pecador impecable
- 1987: Material urbà
- 1988: Frauen am Rande des Nervenzusammenbruchs (Mujeres al borde de un ataque de nervios)
- 1989: Monte bajo
- 1990: Fessle mich! (¡Átame!)
- 1991: Ho sap el ministre?
- 1992: Salsa rosa
- 1993: El amante bilingüe
- 1993: Cràpules
- 1993: La febre d’Or
- 1995: La novia moderna
- 1995: Nexo
- 1996: La parabólica
- 1996: Alma gitana
- 1996: Un cos al bosc
- 1997: La Moños
- 1998: Carícies
- 1999: Cuando vuelvas a mi lado
- 1999: Marta y alrededores
- 2000: Nosotras
- 2001: Sagitario
- 2002: Arderás conmigo
- 2004: Treinta y cinco
- 2004: La mirada violeta
- 2006: ¿Y a mí quién me cuida?
- 2010: Operation Casablanca (Opération Casablanca)
- 2019: Leid und Herrlichkeit (Dolor y gloria)
- 2021: Madres paralelas